# 斉藤壮馬の和心を君に
『斉藤壮馬の和心を君に』（さいとうそうまのわごころをきみに）は、2017年10月11日から2018年3月28日まで隔週（『江口拓也の俺たちだっても〜っと癒されたい!』と交互）、TOKYO MX（エムキャス対応）で放送されていたバラエティ番組。略称「そま君」。
第2期『斉藤壮馬の和心を君に 其の弐』が2019年7月3日から9月25日まで放送されていた。

## 内容
豪華ゲストとともに“和心”を探究し、日本文化の魅力を再発見する番組。『江口拓也の俺たちだって癒されたい!』のスピンオフ番組。参拝後、御朱印帳に御朱印を頂く。

## 放送リスト

### 第1期
| 回 | 放送日 | 放送日   | 内容（来訪地、施設）                                                                                           | ゲスト              |
| -- | ------ | -------- | --- | ------------------- |
| 1  | 2017年 | 10月11日 | 出世祈願、参拝、一休み（愛宕神社） 日本酒を学ぶ（石川酒造）                                                    | 花江夏樹            |
| 2  | 2017年 | 10月25日 | ビールを学ぶ（石川酒造）お酒、和食料理（雑蔵）                                                                 | 花江夏樹            |
| 3  | 2017年 | 11月8日  | 参拝（武蔵一宮 氷川神社） 盆栽を学ぶ（さいたま市大宮盆栽美術館）                                               | 梅原裕一郎          |
| 4  | 2017年 | 11月22日 | 盆栽作り（清香園）会席料理（二木屋）                                                                           | 梅原裕一郎          |
| 5  | 2017年 | 12月6日  | 参拝（浅草寺、浅草神社）肉まん（セキネ）                                                                       | 木村昴              |
| 6  | 2017年 | 12月20日 | ジェラート（安心や） アクセサリー作り（江戸とんぼ玉 みはる） おでんなどお酒のおつまみ（ひょうたんなべ 雷門店） | 木村昴              |
| 7  | 2018年 | 1月3日   | 参拝、抹茶と御菓子（佛日庵）ドライブ 参拝（佐助稲荷神社）                                                      | 石川界人            |
| 8  | 2018年 | 1月17日  | 日本画体験（鎌倉市鏑木清方記念美術館） 会席料理（季節料理 あら珠）                                             | 石川界人            |
| 9  | 2018年 | 1月31日  | 和菓子とコーヒー（幸菜庵）参拝（牛天神 北野神社）                                                              | 八代拓              |
| 10 | 2018年 | 2月14日  | 江戸切子作り（江戸切子の店 華硝 日本橋店） すき焼き（銀座らん月）                                              | 八代拓              |
| 11 | 2018年 | 2月28日  | 参拝・幸福祈願（大宮八幡宮） 落語を学ぶ（なまらく落語教室 新宿校）                                             | 羽多野渉            |
| 12 | 2018年 | 3月14日  | 高座での一席に挑戦（なまらく落語教室 新宿校） 江戸料理（宮戸川 江戸川橋店）                                    | 羽多野渉            |
| 13 | 2018年 | 3月28日  | 総集編（未公開映像）                                                                                           | 西山宏太朗 江口拓也 |

### 第2期
| 回 | 放送日 | 放送日  | 内容（来訪地、施設）                                               | ゲスト     |
| -- | ------ | ------- | ------------------------------------------------------------------ | ---------- |
| 1  | 2019年 | 7月3日  | 参拝（上野東照宮）着物を学ぶ（藤木屋）                             | 江口拓也   |
| 2  | 2019年 | 7月10日 | 着物を学ぶ（藤木屋）豆腐料理（濱清 とうふ川風）                    | 江口拓也   |
| 3  | 2019年 | 7月17日 | 参拝（牛嶋神社）和菓子（埼玉屋小梅）                               | 蒼井翔太   |
| 4  | 2019年 | 7月24日 | ガラスはんこ作り（ちいさな硝子の本の博物館） そば（そば処 ゆう庵） | 蒼井翔太   |
| 5  | 2019年 | 7月31日 | 和太鼓を学ぶ（TAIKO-LAB 青山） 日本茶（八屋 千駄ヶ谷店）           | 小林裕介   |
| 6  | 2019年 | 8月7日  | 参拝（中目黒八幡神社）寿司高瀬（寿司）                             | 小林裕介   |
| 7  | 2019年 | 8月14日 | 参拝（花園神社）だし茶漬け（雅なだし）                             | 中島ヨシキ |
| 8  | 2019年 | 8月21日 | 小堀遠州流 駒場・和楽庵（茶道） One Garden 西麻布店（和食）        | 中島ヨシキ |
| 9  | 2019年 | 8月28日 | 参拝（鳩森八幡神社）日本茶（日本茶カフェ 茶々工房）                | 小西克幸   |
| 10 | 2019年 | 9月4日  | 飴細工（あめ細工 吉原 谷中店）牛鍋（牛弁慶 新橋本店）              | 小西克幸   |
| 11 | 2019年 | 9月11日 | 念珠づくり、和食（寺カフェ 代官山）                                | 石川界人   |
| 12 | 2019年 | 9月18日 | 参拝（太子堂八幡神社）精進料理（蔬菜坊）                           | 石川界人   |
| 13 | 2019年 | 9月25日 | 総集編（未公開映像）                                               |            |

## スタッフ
| 音楽プロデューサー          | 伊藤圭一（ケイ・アイ・エム） |
| 音楽制作                    | Kim Studio |
| 音楽制作協力                | 美しの里プロジェクト |
| ロゴデザイン                | 金子真理（ムービック） |
| オフィシャルスチール        | 第1期：遠山高広 第2期：遠山高広、早川里美                                                                                       |
| CAM                         | 第1期：吉川英嗣、山本和明、佐野孝治（マリポーサカンパニー） 第2期：津野晶、太田黒岳、佐々木隆誠（525プロダクション） 長谷川浩基 |
| VE                          | 第1期：岡宏之、相田義敦、古市温、奥山雅章（マリポーサカンパニー） 第2期：高橋拓也（525プロダクション）小島光宏                  |
| CA                          | 第1期：北川弦己（マリポーサカンパニー） 第2期：尾場瀬絵菜（525プロダクション）                                                  |
| 撮影・技術                  | 第1期：マリポーサカンパニー 第2期：525プロダクション                                                                            |
| 音響効果/MA                 | 澤田雅和 |
| 編集                        | 第1期：スタジオミック 第2期：エムスタ                                                                                           |
| ヘアメイク                  | 第1期：氏川千尋 第2期：紀本静香（エミュー）佐藤美和（フリンジ）                                                                 |
| キャスティング              | 大坪絢（デルファイサウンド） |
| 企画                        | 大村恵一（ムービック） |
| 宣伝                        | 第1期：柳下博忠（ムービック）第2期：奥村寿代（ムービック）                                                                      |
| 公式サイト制作              | 第1期：豊沢篤志（ムービック）第2期：公文瞳（ムービック）                                                                        |
| グッズ制作                  | 第1期：南雲晋吾、佐藤可奈子、栗山由衣、杉村ひろみ（ムービック） 第2期：南雲晋吾、佐藤可奈子、杉村ひろみ、清水栞（ムービック）   |
| ライセンス                  | 工藤友勝（ムービック） |
| CGデザイン                  | ロリレイ |
| イラスト                    | ぬくぬく |
| AD                          | 第1期：高田侑真（TimeWarp） 第2期：水野美萌沙、武藤美依（アイスクユウスク）                                                     |
| ディレクター                | 第1期：中谷真規、椎山真衣、櫻井宏子（TimeWarp） 第2期：佐藤貴亮（アイスクユウスク）                                             |
| 総合演出/番組プロデューサー | 大藏元宣（TimeWarp） |
| プロデューサー              | 第1期：青木寿江、福家由香、伊藤桃香（ムービック） 第2期：青木寿江、伊藤桃香（ムービック）                                       |
| 制作                        | 第1期：TimeWarp 第2期：アイスクユウスク                                                                                         |
| 製作                        | movic |
| 製作著作                    | movin★on |

## DVD
| 巻                                                              | 発売日               | 収録回               | 備考 | 規格品番             |
| 巻                                                              | 発売日               | 収録回               | 備考 | 特装版               |
| 斉藤壮馬の和心を君に                                            | 斉藤壮馬の和心を君に | 斉藤壮馬の和心を君に | 斉藤壮馬の和心を君に | 斉藤壮馬の和心を君に |
| --------------------------------------------------------------- | -------------------- | -------------------- | --- | -------------------- |
| 1                                                               | 2018年 3月23日       | #1 - 3               | 「大石昌良と和心を探究」前編 （三味線（時代アカデミー和太鼓三味線教室） 主題歌「花鳥風月」MV、未公開映像、メイキング                                                                | MOVC-0201            |
| 2                                                               | 2018年 4月27日       | #4 - 6               | 「大石昌良と和心を探究」後編 （鴨料理（鳥料理専門居酒屋 とりなご） 未公開映像、メイキング                                                                                           | MOVC-0202            |
| 3                                                               | 2018年 5月25日       | #7 - 9               | 「江口拓也&西山宏太朗と和心を探究」前編（生け花） 未公開映像、メイキング | MOVC-0203            |
| 4                                                               | 2018年 6月24日       | #10 - 12             | 「江口拓也&西山宏太朗と和心を探究」後編（殺陣） #13再編集版、未公開映像、メイキング                                                                                                 | MOVC-0204            |
| 江口拓也の俺癒& 斉藤壮馬のそま君& 西山宏太朗の健僕 〜三郷の旅〜 | 2019年 12月20日      |                      | 2018年8月19日に開催された 俺癒第3期DVDリリース記念イベントと 同年11月10日に開催された そま君第1期DVDリリース記念イベント 2019年5月12日に開催された 健僕第2期DVDリリース記念イベント |                      |
| 斉藤壮馬の和心を君に 其の弐                                     |                      |                      | |                      |
| 1                                                               | 2019年 9月20日       | #1 - 3               | 「岡本信彦と和心を探究」前編 （忍者体験（方南町忍者屋敷シュリケン） 主題歌「幻想夏祭り」MV、未公開映像、メイキング                                                                  | MOVC-0296            |
| 2                                                               | 2019年 10月25日      | #4 - 6               | 「岡本信彦と和心を探究」後編 （焼肉、寿司（焼肉 ますお 新宿本店） 未公開映像、メイキング                                                                                            | MOVC-0297            |
| 3                                                               | 2019年 11月29日      | #7 - 9               | 「内田雄馬と和心を探究」前編 （和菓子作り（新宿栄光堂） 未公開映像、メイキング | MOVC-0298            |
| 4                                                               | 2019年 12月20日      | #10 - 12             | 「内田雄馬と和心を探究」後編 （ラーメン作り（ばんから大学） 未公開映像、メイキング                                                                                                  | MOVC-0299            |
| 江口拓也の俺癒& 斉藤壮馬のそま君 〜千葉と朝霞の旅〜             | 2020年 6月26日       |                      | 2019年8月18日に開催された 俺癒第4期DVDリリース記念イベントと 2020年2月1日に開催された そま君第2期DVDリリース記念イベント メイキング（舞台裏映像）                                   | MOVC-336             |

## イベント
- 斉藤壮馬の和心を君に DVD発売記念イベント（2018年11月10日、三郷市文化会館 大ホール）[2]
  - ゲスト：西山宏太朗
- 斉藤壮馬の和心を君に 其の弐 DVD発売記念イベント（2020年2月1日、ゆめぱれす 朝霞市民会館  大ホール）[16][17]
  - ゲスト：西山宏太朗